# Lyrochvost nádherný
Lyrochvost nádherný (Menura novaehollandiae, dříve Menura superba), občas uváděn pod názvem velechvost nádherný, je bažantu podobný zpěvný pták z čeledi lyrochvostovitých, kterou tvoří společně s blízce příbuzným lyrochvostem Albertovým.

## Znaky
Dorůstá přibližně 100 cm a je tak vůbec nejdelším pěvcem, svrchu je zbarven hnědě, spodinu těla má šedou. Nejvýraznějším znakem samců je velmi dlouhý ocas tvořený celkem šestnácti pery, z toho dvě jsou výrazně zbarvená a vlnitě zahnutá. U každého jedince trvá celých sedm let, než ocas doroste do plné velikosti. Má přitom neodmyslitelnou roli při námluvách, při kterých ho široce rozevírá, zatímco se samec hlasitě ozývá.

## Výskyt
Je typickým australským endemitem rozšířeným pouze v lesích jihovýchodní Austrálie, v rozmezí od jižní Victorie po jihovýchodní Queensland.

## Chování
Lyrochvost nádherný má velmi dobrou schopnost věrně napodobovat různé odposlouchané zvuky, a to nejen ptačí nebo savčí, ale i ty umělé, jako je například alarm u auta, motorová pila či závěrka fotoaparátu. Kromě imitace zvuků se umí pohybovat do rytmu. Kombinace tance a vokálního projevu musí být dostatečně dobrá, aby mohl zapůsobit na potenciální partnerky. Před dospěním lyrochvostové svůj tanec pečlivě trénují.
Živí se zejména malými živočichy, které hledá v přízemním patře lesa. Samci jsou polygamní, tzn., že se během jednoho hnízdního období snaží spářit s větším počtem samic. Ty následně kladou jediné vejce do klenutého hnízda nad zemí.

## Galerie

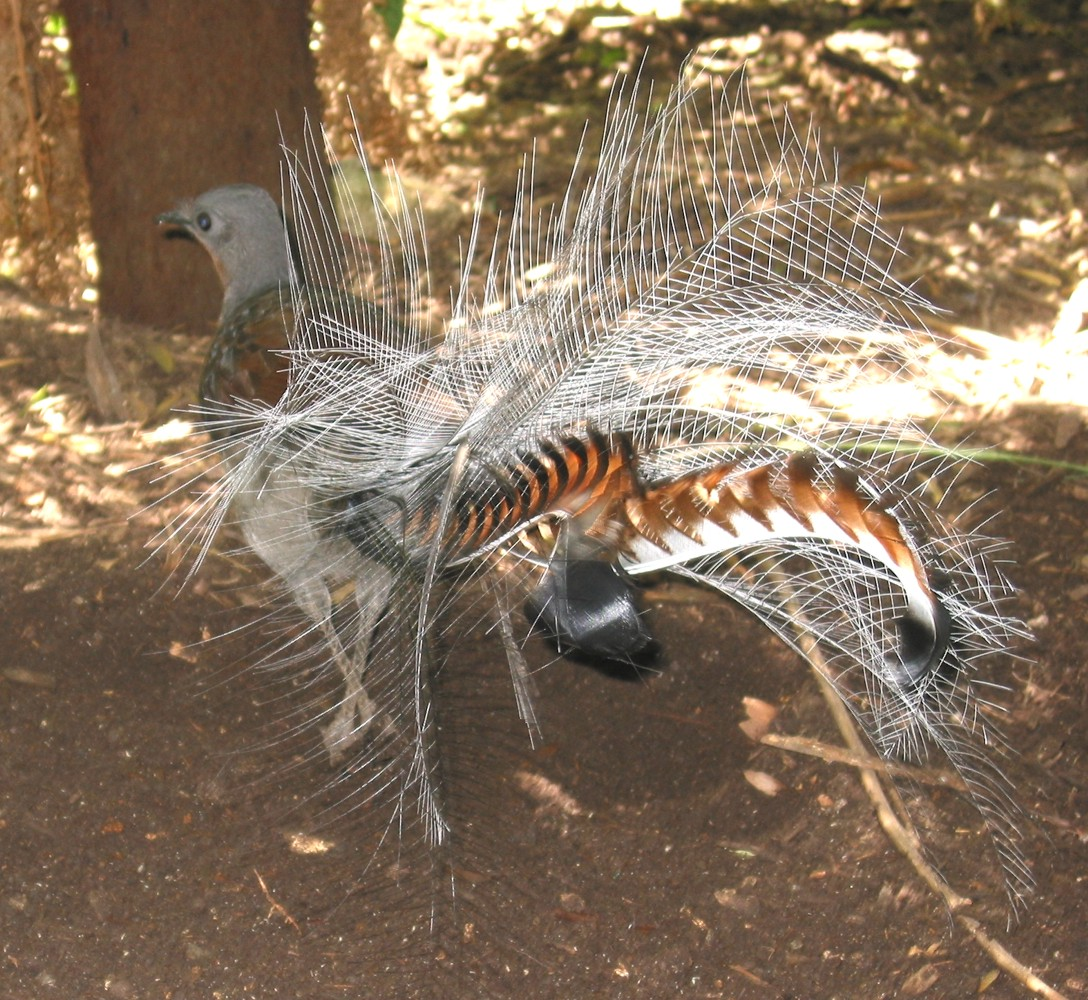
lyrochvost nádherný při námluvách
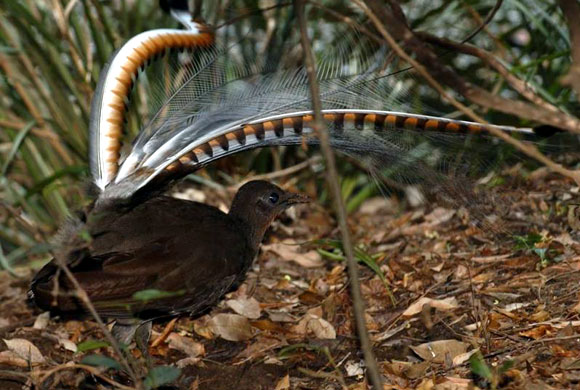
lyrochvost nádherný při námluvách – boční pohled
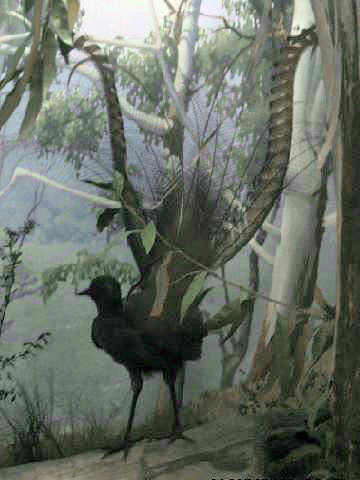
sameček lyrochvosta nádherného – muzejní exponát